# Portugal. The Man
«Portugal. The Man» — американський рок-гурт, заснований у 2004 році в штаті Аляска.

## Історія
Назву гурту випадково придумав засновник і фронтмен Джон Гурлі. Йому просто подобалось слово Португалія, хоча він знав про цю європейську країну тільки те, що Лісабон є її столицею. Як не дивно, музиканти відразу стали дуже популярними в Португалії.
Музика Portugal. The Man часто звучить у популярних серіалах та рекламі. Пісня «Heavy Games» була використана в трейлері до четвертого сезону серіалу Ходячі мерці. Також ця пісня ввійшла до альбому саундтреків серіалу, який вийшов 25 березня 2014 року. Інша пісня гурту, «Sleep Forever», прозвучала в серіалі Безсоромні в епізоді, «Емілі», що вийшов 30 березня 2014 року. Пісня "Hip Hop Kids" була використана в короткометражному фільмі Кібертерор, з Мейсі Вільямс у головній ролі 15 січня 2015 року. Ремікс пісні «Evil Friends» (Jake One Remix feat. Danny Brown) звучав під час фінальних титрів епізоду серіалу Кремнієва долина, який вийшов 7 червня 2015 року. Пісня «Waves» прозвучала в першому епізоді серіалу «Американський злочин» 5 березня 2015 року. Пісня «Feel It Still» використовується в рекламі iPad Pro, Vitamin Water, YouTube TV. Пісня «Dummy» використана у фільмі 2023 року «Anyone but you» («Люблю тебе ненавидіти»).

## Учасники

### Теперішні учасники
- Джон Болдвін Гурлі (англ. John Baldwin Gourley) — вокал, гітара, орган, драм-машини (2004–дотепер)
- Закарі Скотт Каротерс (англ. Zachary Scott Carothers) — бас-гітара, бек-вокал (2004–дотепер)
- Кайл О'Квін (англ. Kyle O'Quin) — клавішні, синтезатори, гітара, бек-вокал (2007, 2012–дотепер)
- Ерік Хоук (англ. Eric Howk) — гітара, бек-вокал (2015–дотепер)
- Джейсон Секріст (англ. Jason Sechrist) — ударні (2005–2008, 2009-2011, 2016–дотепер)
- Кейн Рітчотт (англ. Kane Ritchotte) — барабани, перкуссія, бек-вокал (2012–16, 2017-дотепер)

### Колишні учасники
- Нік Клейн (англ. Nick Klein) — гітара (2004–05)
- Веслі Габбард (англ. Wesley Hubbard) — клавішні (2004–06)
- Гарві Тамблсон (англ. Harvey Tumbleson) — ритм-гітара (2004–05)
- Гаретт Лансефорд (англ. Garrett Lunceford) — ударні (2008-09)
- Раян Нейборс (англ. Ryan  Neighbors) — клавішні, діджеріду, синтезатори, бек-вокал (2008–12)
- Ноа Герш (англ. Noah Gersh) — гітара, вокал, змішані ударні (2011–13)

### Гастрольні музиканти
- Кірк Онстед (англ. Kirk Ohnsted) — ритм-гітара
- Дьюі Хелпаус (англ. Dewey Halpaus) — гітара
- Меттью Мур (англ. Matthew Moore) — гітара
- Нік Рейнгарт (англ. Nick Reinhart) — гітара
- Зоі Манвіль (англ. Zoe Manville) — вокал та ударні

## Дискографія
Студійні альбоми
- Waiter: "You Vultures!" (2006)
- Church Mouth (2007)
- Censored Colors (2008)
- The Satanic Satanist (2009)
- American Ghetto (2010)
- In the Mountain in the Cloud (2011)
- Evil Friends (2013)
- Woodstock (2017)
- Chris Black Changed My Life (2023)